# 苏国柱
苏国柱（1922年—2010年7月10日），男，直隶（今河北）满城人，中华人民共和国军事人物，曾任山西省军区政治委员、中共山西省委常委。